# Hécatombe (chanson)
Pour les articles homonymes, voir Hécatombe (homonymie).
Pistes de La Mauvaise Réputation
La Chasse aux papillons
Hécatombe est une chanson de Georges Brassens. Initialement parue sur 78 tours en 1952, elle termine le premier 33 tours de Brassens.
Hécatombe est une fantaisie truculente, mettant en scène une épique bagarre entre ménagères et gendarmes sur le marché de Brive-la-Gaillarde, qui tourne à la déroute de la maréchaussée, à la grande joie du narrateur.
Hécatombe est la seule chanson de Brassens où se trouve le mot « anarchie ».
La halle du marché de producteurs de Brive a été baptisée halle Georges Brassens en référence à la chanson.

## Anecdote
La condamnation, en 2011, d'un Rennais pour avoir chanté Hécatombe à sa fenêtre, a lancé une vague de protestations, notamment, à Toulouse, où des personnes se sont rassemblées devant un commissariat pour chanter la chanson de Brassens.